# Бахлул-хан Лоди

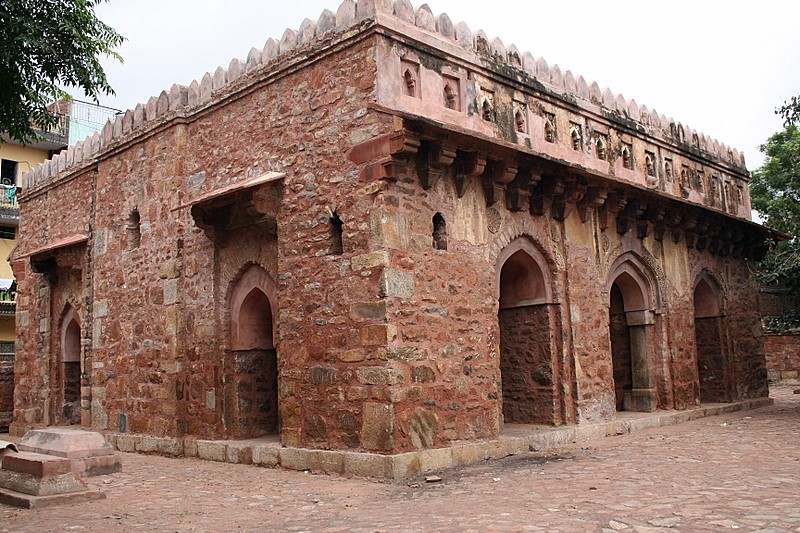
Гробница Бахлул-хана Лоди

Бахлул-хан Лоди (пушту بهلول لودي‎; ум. 12 июля 1489) — средневековый индийский военачальник и государственный деятель пуштунского происхождения, первый султан Дели из династии Лоди в 1451—1489 годах.
Бахлул-хан Лоди происходил из афганской (пуштунской) семьи, служившей делийским султанам в Пенджабе со времён султана Сайид Хизр-хана (1414—1421)
В период правления султана Мубарак-шаха II (1421—1434) Бахлул-хан взял под свой контроль пенджабский город Сирхинд, где он возглавил значительный афганский контингент. Когда султан Ала ад-дин Алам-шах в 1448 году переехал в Бадаюн, Бахлул-хан прибыл в Дели. В 1451 году Бахлул-хан провозгласил себя султаном, оставив Алам-шаха управлять Бадаюном.
После покорения делийских амиров и племенных вождей Доаба Бахлул-хан Лоди начал войну с Джаунпурским султанатом, которая в конечном итоге привела к аннексии Бахлул-ханом восточных территорий султаната вплоть до Бихара. Контролируя лишь округ Дели в начале своего правления, Бахлул-хан существенно расширил границы султаната, продвинув их до Бенгалии.
Бахлул-хан Лоди произвёл реорганизацию Делийского султаната и ограничил всевластие и междоусобицы своих тюркских и афганских амиров. Он умер в 1489 году, оставив после себя империю, простиравшуюся от Инда до Бихара на востоке.